# Ellinair
Ellinair – nieistniejąca grecka linia lotnicza z siedzibą w Salonikach, działająca w latach 2013–2021. Głównym portem lotniczym Ellinair był Port lotniczy Saloniki-Macedonia. Linia wykonywała głównie przeloty z Grecji do miast europejskich. 
Od czerwca 2016 linia wykonywała rejsy do dwóch polskich portów lotniczych Katowic i Warszawy. Od czerwca 2018 wykonywała również loty do Poznania.
W 2021 linia zaprzestała wszelkich operacji.

## Flota
| Samolot                     | Samolot  | Okres dostawy | Okres wycofania |
| Model                       | Wycofane | Okres dostawy | Okres wycofania |
| --------------------------- | -------- | ------------- | --------------- |
| Airbus A319-100             | 2        | 2015-2016     | 2020            |
| Airbus A320-200             | 6        | 2017-2020     | 2017-2021       |
| Boeing 737-300              | 5        | 2017-2019     | 2017-2019       |
| Boeing 737-400              | 2        | 2017          | 2017            |
| British Aerospace Avro RJ85 | 2        | 2013-2014     | 2017            |
| Łącznie                     | 17       |               |                 |